# كاسبارس كمبالا
كاسبارس كمبالا (باللاتفية: Kaspars Kambala)‏ مواليد 13 ديسمبر 1978 في ريغا، هو لاعب كرة سلة لاتفي معتزل. بدأ مسيرته الاحترافية في سنة 2001. حمل الرقم 9. يبلغ طوله 6 قدم 9 بوصة (2.1 م).

## المسيرة الاحترافية
لعب مع أنادولو إفيس من سنة 2001 إلى 2003، ثم لعب مع ريال مدريد لكرة السلة في الدوري الإسباني في موسم 2003–2004، ثم لعب مع يونيكس قازان في موسم 2004–2005، ثم لعب مع فنربخشة لكرة السلة في الدوري التركي من سنة 2005 إلى 2007، ثم لعب مع إيه إس كي ريغا في سنة 2009، ثم لعب مع ينسي كراسنويارسك في الدوري الروسي في موسم 2009–2010، ثم لعب مع تورك تيليكوم في الدوري التركي في موسم 2011–2012.

## روابط خارجية
- كاسبارس كمبالا على موقع الاتحاد الدولي لكرة السلة (الإنجليزية)
- كاسبارس كمبالا على موقع الدوري الأوروبي لكرة السلة (الإنجليزية)
- كاسبارس كمبالا على موقع الدوري الإسباني لكرة السلة (الإسبانية)
- كاسبارس كمبالا على موقع كرة السلة الأوروبية.كوم (الإنجليزية)
- كاسبارس كمبالا على موقع كلية كرة السلة في سبورتس رفرنس.كوم (الإنجليزية)
- كاسبارس كمبالا على موقع ريلجم (الإنجليزية)
- كاسبارس كمبالا على موقع بروبوليرز (الإنجليزية)
- كاسبارس كمبالا على موقع سبورتس رفرنس (الإنجليزية)
- كاسبارس كمبالا على موقع بوكس ريك (الإنجليزية) (registration required)